# 自動車依存

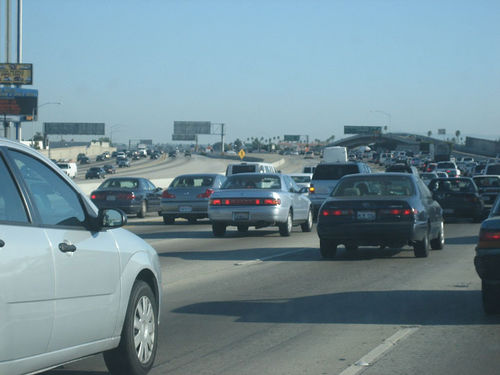
ロサンゼルスでの渋滞

自動車依存（じどうしゃいぞん）とは、都市計画インフラにおいて、公共交通機関、自転車、徒歩などの交通手段よりも自動車の利用が優先される現象である。すべての交通手段が平等に扱われるシステムと比較して、自動車依存は、汚染の多い交通システムにつながるとされている。
自動車インフラの整備(en:Car infrastructure)は、ガソリン税だけではなく一般税(general taxes)によって賄われることが多く、政府に義務付けられている。例えば、都市の新築住宅に最低限の駐車場設置要件(en:minimum parking requirements)が設けられることは、開発業者が運転者に実質的な「補助金」を支給しているのと同然だ。自転車や人力車による道路利用が禁止されている地域もある。道路ロビー団体(en:road lobby)は、自動車インフラは経済成長に有益であると主張し、自動車依存を維持するよう中心となって働きかけている。

## 説明
多くの現代都市では、自動車は移動を便利で楽にする必要不可欠なものである。自動車の利用は、交通渋滞が道路の拡張と拡張への圧力となり、歩行者、信号付き横断歩道、交通信号機、自転車、そして路面電車などを交通の流れ(en:traffic flow)を邪魔者として排除する悪循環が生じている。
こうして、他の交通手段を犠牲にして自動車がより有利になり、交通量が増加(greater traffic volumes)する。さらに、都市設計は、移動と用地が自動車優先に調整される。建物は駐車場に置き換えられ、屋外の商店街は屋内ショッピングモールに置き換えられる。ウォークイン銀行やファストフード店は、歩行者にとって不便な場所にあるドライブインに置き換えられる。商業、小売、娯楽の機能が混在する(mixture)町の中心部は、単一機能のビジネスパーク、カテゴリーキラー小売店舗、およびシネマコンプレックスのような「マルチプレックス」娯楽施設に置き換えられ、それぞれが広大な駐車場に囲まれている。
このような環境には自動車のアクセスが必要となり、道路空間の拡大で交通量がさらに増加し、渋滞が発生し、この悪循環が繰り返される(ダウンズ・トムソンのパラドックス)。道路はますます拡張され、住宅、製造業や社会的・経済的に有用な用地がますます消費される。公共交通機関は利用しにくくなり、社会的に不名誉な存在から最終的には少数派の交通手段となり、車を使わずに機能的な生活を送るための人々の選択肢と自由は大幅に減少する。このような都市は自動車依存となっている。
自動車依存は、再生不可能な資源(en:non-renewable resources )の消費と地球温暖化の原因となる温室効果ガスの排出(production of greenhouse gases)という、環境の持続可能性に関わる問題である。また、社会・文化の持続可能性に関わる問題でもある。住宅地全体を塀やフェンスで囲みゲートを設けて外部からの出入りを制限するゲーテッドコミュニティ(gated communities)と同様に、自家用車は人々の間に物理的な隔たりを生み、都市環境における社会資本(社会的な人間関係)の形成と維持の障害であり、非定型な社会的交流の機会を減らしてしまう。

## 自動車依存の起源

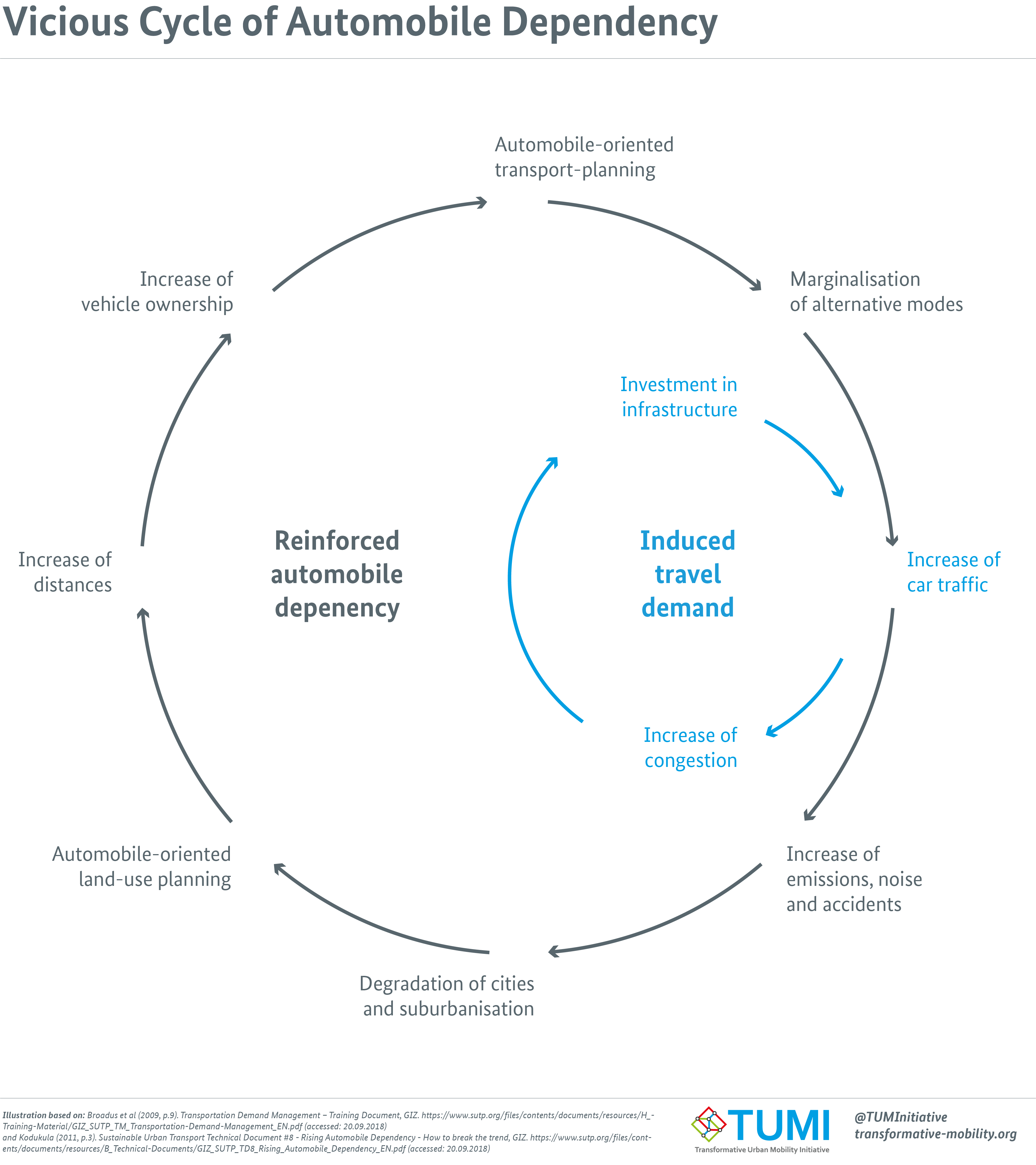

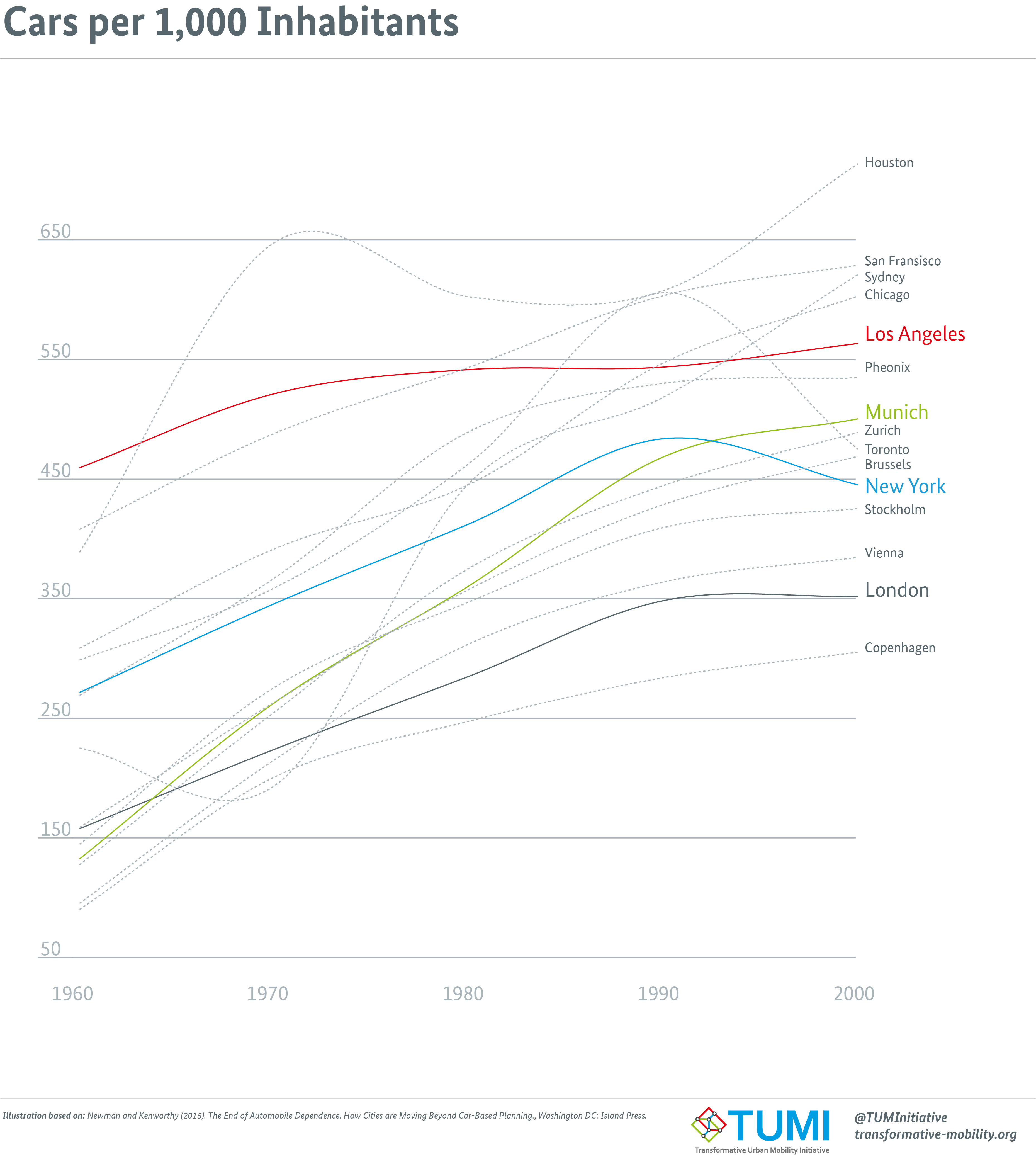
1960～2000年の米国、ヨーロッパ、オーストラリアの都市における1000人あたりの自動車数

1910 年代に自動車の使用が急増すると、アメリカの道路管理者は道路建設を優先した。このとき、建築環境を全面的に変えるような大規模なプロジェクトではなく、車線拡張や駐車用地の追加など、交通量に対応するための小さな調整に資源を費やした。アメリカの都市は 1920 年代に路面電車を廃止し始めた。自動車依存は、第二次世界大戦頃に形成され、都市インフラが自動車のみを中心に構築され始めた。この経済と建築環境の再構築によって、自動車が広く使用されるようになった。米国では、製造インフラの拡張、消費主義の増大、州間高速道路システム(en:Interstate Highway System)により、地域社会における自動車依存が広まった。 1956 年には、アメリカでハイウェイ トラスト ファンド(en:Highway Trust Fund)が設立され、ガソリン税が自動車のインフラに再投資された。

## 都市設計の要因

### ゾーニング (都市計画)
ゾーニング (都市計画)も自動車依存に影響を与えた。ニューヨーク市で最初のゾーニング条例1916 年ゾーニング決議(en:1916 Zoning Resolution)が導入された。ゾーニングは、19 世紀から 20 世紀初頭にかけて大都市圏で一般的だった、重工業地区と住宅地区のような有害な隣接を避けるため、都市内の土地利用を体系化する手段として作成された。ゾーニング規制では、都市のエリアごとに一戸建て住宅や集合住宅などの許可不許可を定義することで、住宅建築の種類と密度も決定する。前世紀のゾーニングにより、異質な住宅および業務用途が混在していた都市が、単一な土地利用のエリアにまとめられた。この問題は都市のすぐ外、つまり厳格なゾーニング規制により一戸建て住宅しか許可されていない都市の周辺部に位置する郊外エリアで特に深刻だ 。厳格なゾーニング規制により、住宅地と商業地の用途が明確に分離され、住宅、職場、学校、娯楽など、生活に必要なあらゆる場所に車なしではアクセスできなくなり、自動車依存が高まっている。ゾーニングによって引き起こされる空間的問題に対する解決策の一つは、強力な公共交通網の整備である。また、古いゾーニング条例を改正し、同一建物内または徒歩圏内に住宅地と商業地が混在する複合用途地域を都市内に増やし、いわゆる15分都市(en:15-minute city)を創る動きもある。
駐車場の最低利用台数も現代のゾーニング規制の一部であり、誘発需要を通じて自動車依存を助長している。駐車場の最低利用台数は、建物の土地利用に基づいて一定数の駐車スペースを必要とし、多くの場合、ゾーニング規制で、その時点の最大需要を満たすように設計される。この結果、アメリカの都市では車1台に対して約8台分の駐車スペースがあり、無料の路上駐車から、サービス提供先の企業の3倍の規模の駐車場まで、ほぼ完全に駐車場専用の都市が生まれている。この駐車場の普及により、他の交通手段に対する競争優位が永続し、たとえ代替手段が残ったとしても、多くの人々にとって自動車が事実上の選択肢となっている。

### 道路設計

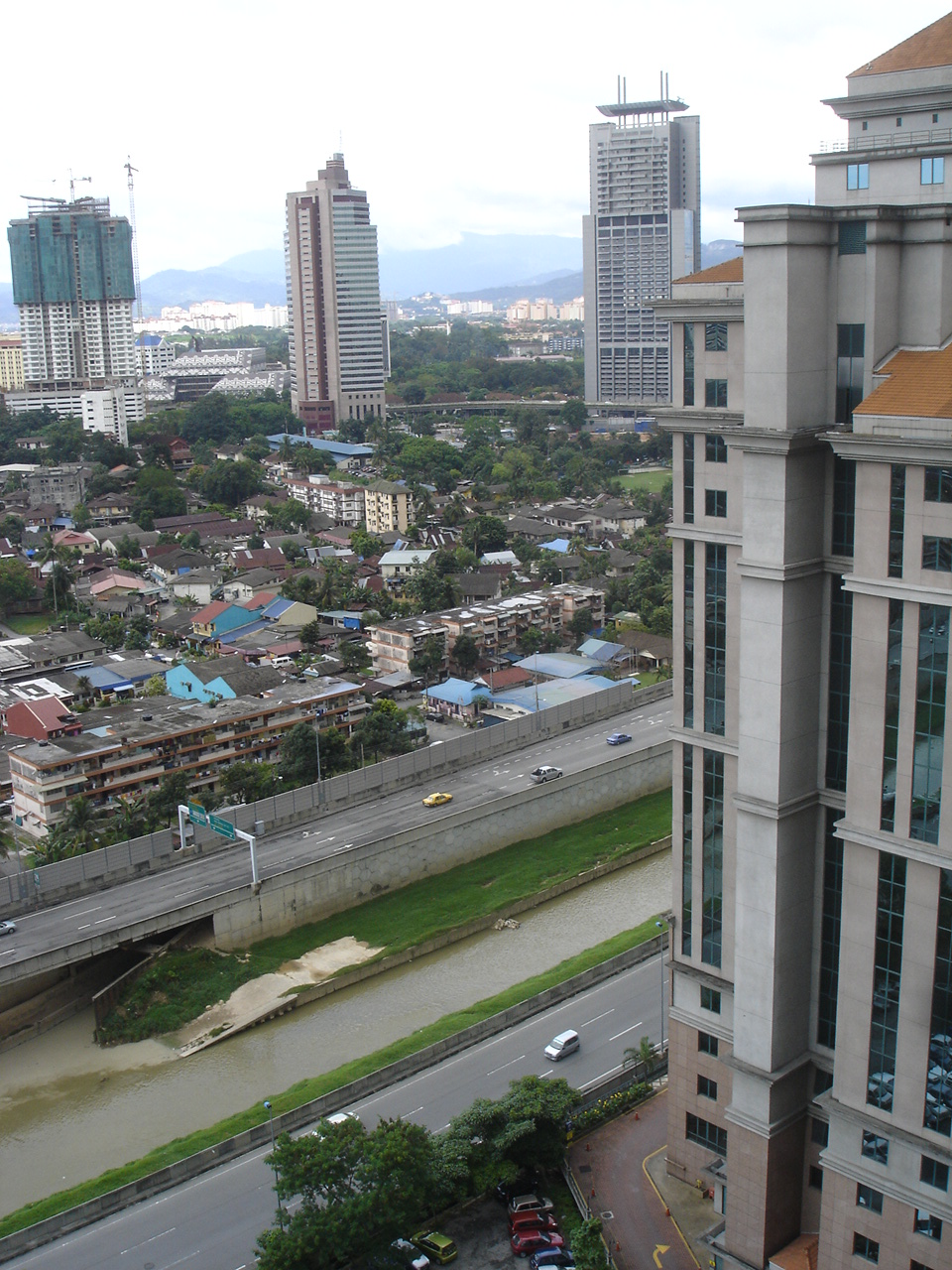
高架高速道路 クアラルンプールアンパン

市街地の道路設計は、日常生活での自動車依存に大きく影響する。都市部では、運転を高速化して「容易」にする設計と、歩行者や自転車利用者にとって安全性の低い道路幅など他の交通手段を困難にする設計が、重なり合い複合効果を生み出している。多様な交通手段が混在する可能性のあるエリアでも、自動車依存をさらに高めている。ほとんどの住宅街や商業街で路上駐車が蔓延していることも、運転を容易にする一方で、保護された自転車レーン(en:protected bike lane)、専用バスレーン、またはその他の公共交通機関に使用できる道路スペースを奪っている。

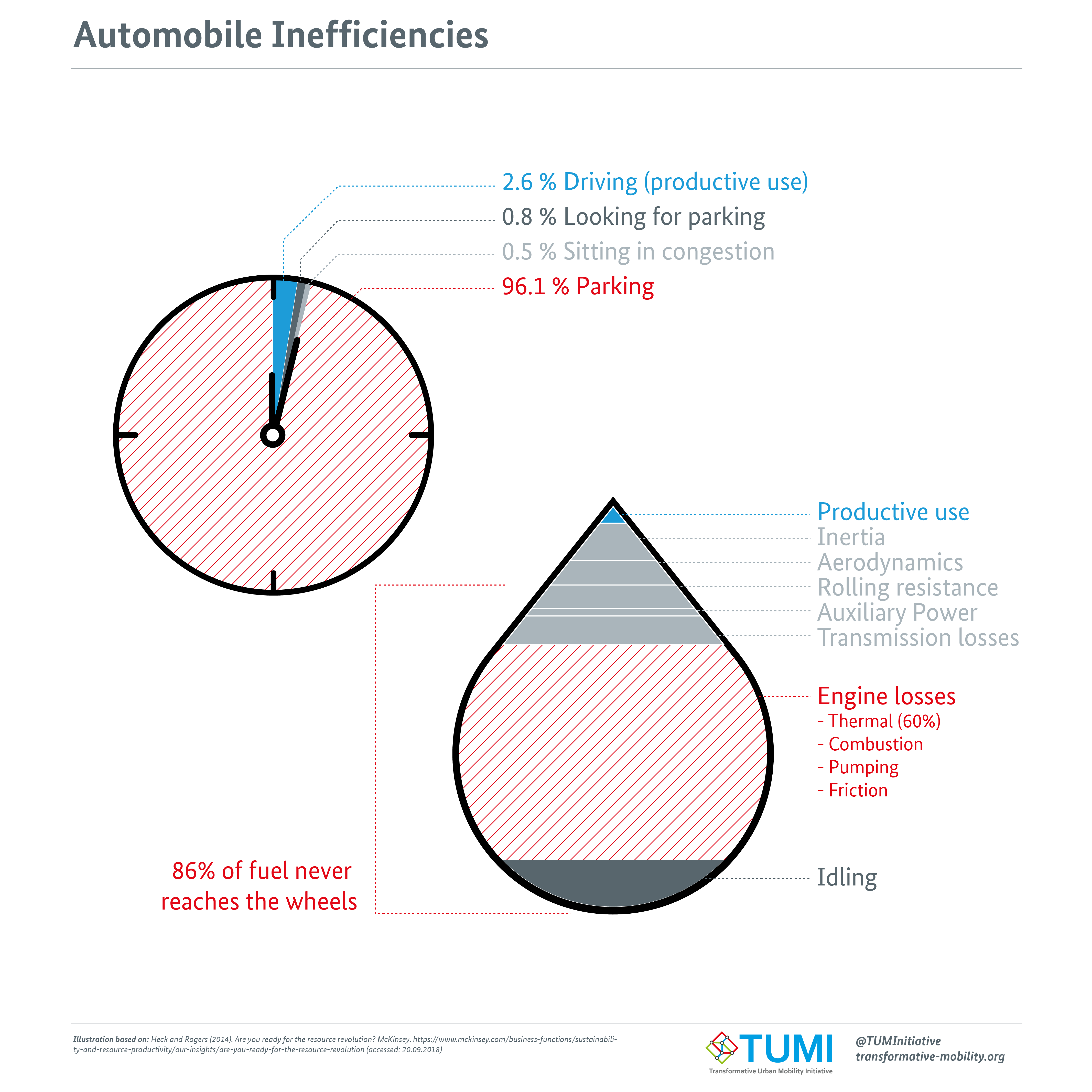
自動車の負の外部性

## 自動車の非効率性
デルフト大学(en:Delft University)が作成した運輸部門の外部費用推定ハンドブック は、欧州連合において自動車の外部性を評価する際の主要な参考資料となっている。それによると、自動車の運転に伴う主な外部費用は以下のとおりである。
- 交通渋滞と希少性のコスト
- 交通事故
- 大気汚染コスト
- 騒音公害コスト
- 気候変動コスト
- 自然と景観にかかる費用
- 水質汚染のコスト
- 土壌汚染にかかるコスト
- エネルギー依存のコスト

その他の負の外部性としては、インフラ建設コストの増加、空間とエネルギーの非効率的な使用、汚染、一人当たりの死亡率などが挙げられる。

## 問題への対処
自動車依存を是正するための計画・設計アプローチは数多く存在し、ニューアーバニズム、公共交通指向型開発、スマートグロース(en:smart growth)などとも呼ばれている。これらのアプローチの多くは、物理的な都市設計、都市の密度(en:urban density)、土地利用ゾーニングに焦点を当てている。ポール・ミーズ(en:Paul Mees )は、都市の形態や密度の問題よりも、優れた公共交通機関への投資、公共部門による中央集権的な管理、適切な政策の優先順位付けの方が重要であると主張した。
建築基準法から住宅の貴重な用地を奪う最低駐車場要件を撤廃すれば、自動車依存による問題を軽減できるであろう。しかし、撤廃するには、代替駐車手段の増加に対応する追加的な政策が必要になる。
このテーマに関連する議論には、都市の人口密度と公共交通機関の実現可能性、自動車と同等の柔軟性と速度を提供する現実的な代替手段など、細部に反論する人も少なくない。また、共同利用、小型化、道路空間管理、より持続可能な動力源といった、自動車モビリティの研究が進められている。
カーシェアリングは、自動車依存への有効な策である。調査によると、米国ではen:Zipcarのようなサービスによって約50万台の自動車需要が減少した。発展途上国では、eHi、Carrot 、Zazcar Zoomなどの企業がZipcarのビジネスモデルを近い形で、都市交通の改善に取り組んでいおり、幅広い層が自動車の利便性を享受しやすくなり、公共交通機関と個人の目的地を結ぶ「ラストマイル」の交通手段を提供している。カーシェアリングは、自家用車の所有率も低下させている。

## 都市のスプロール化とスマート成長

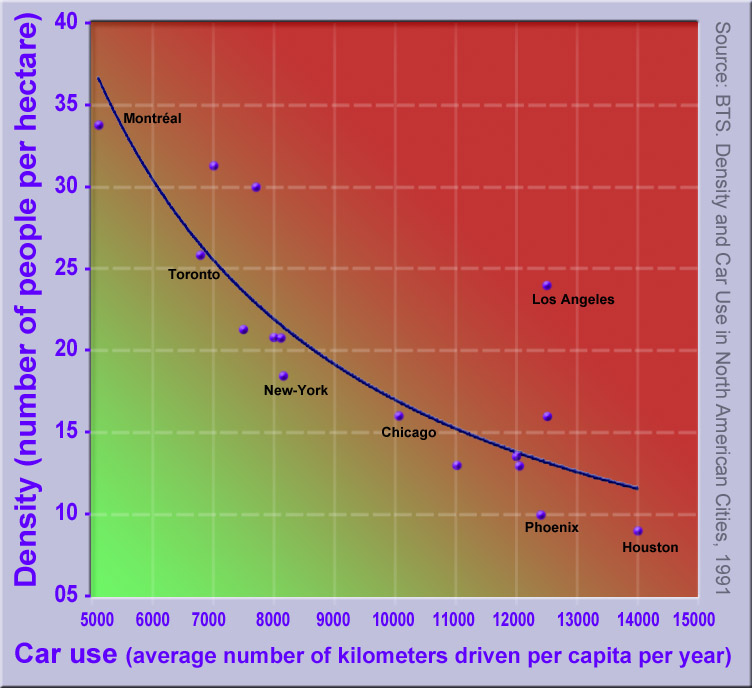
北米のいくつかの都市における都市密度と自動車利用の逆相関を示す図

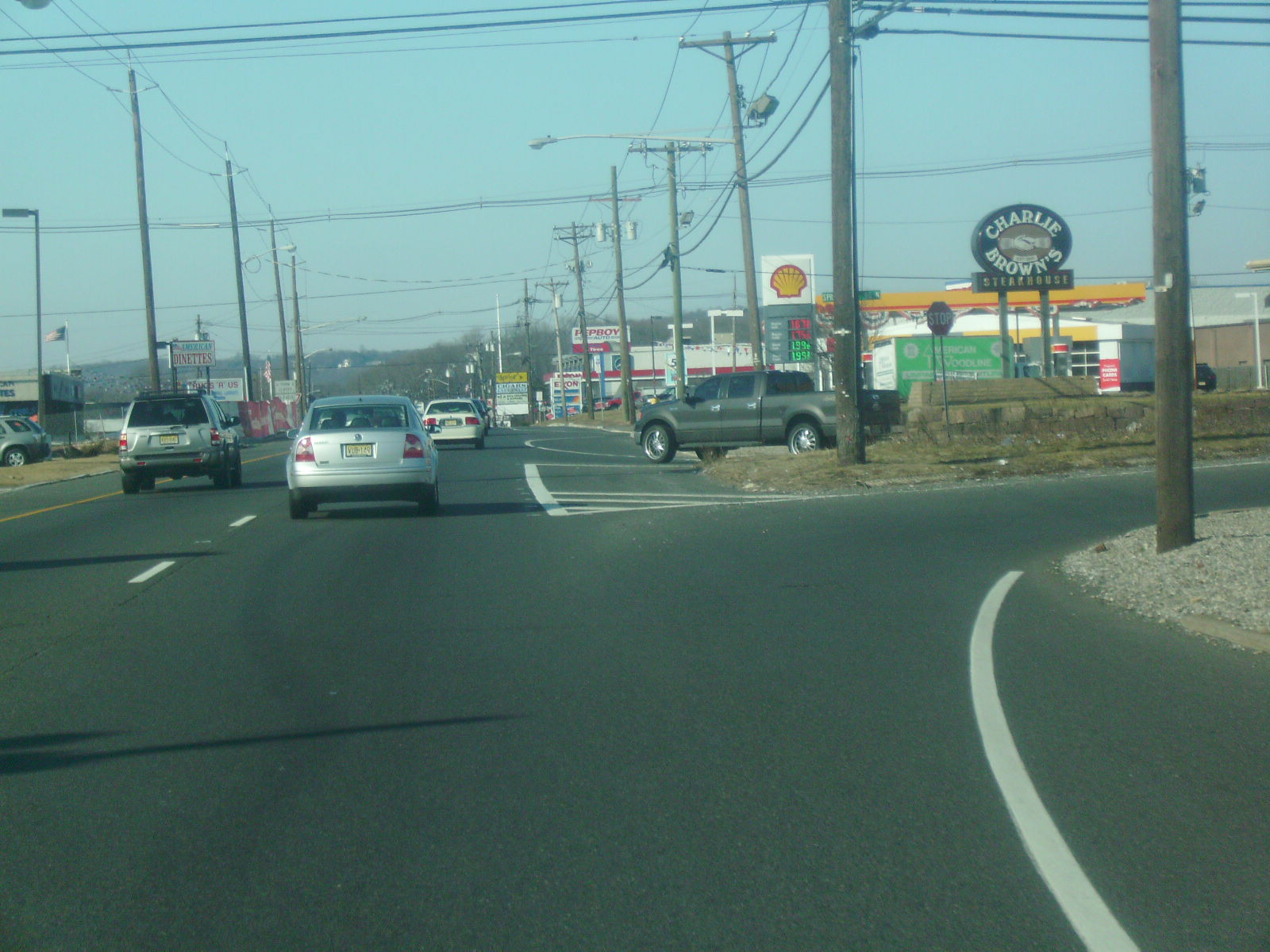
幅広で高速道路が発達し、商業施設が点在するニュージャージー州スプリングフィールドの国道22号線では、自動車依存が避けられない。

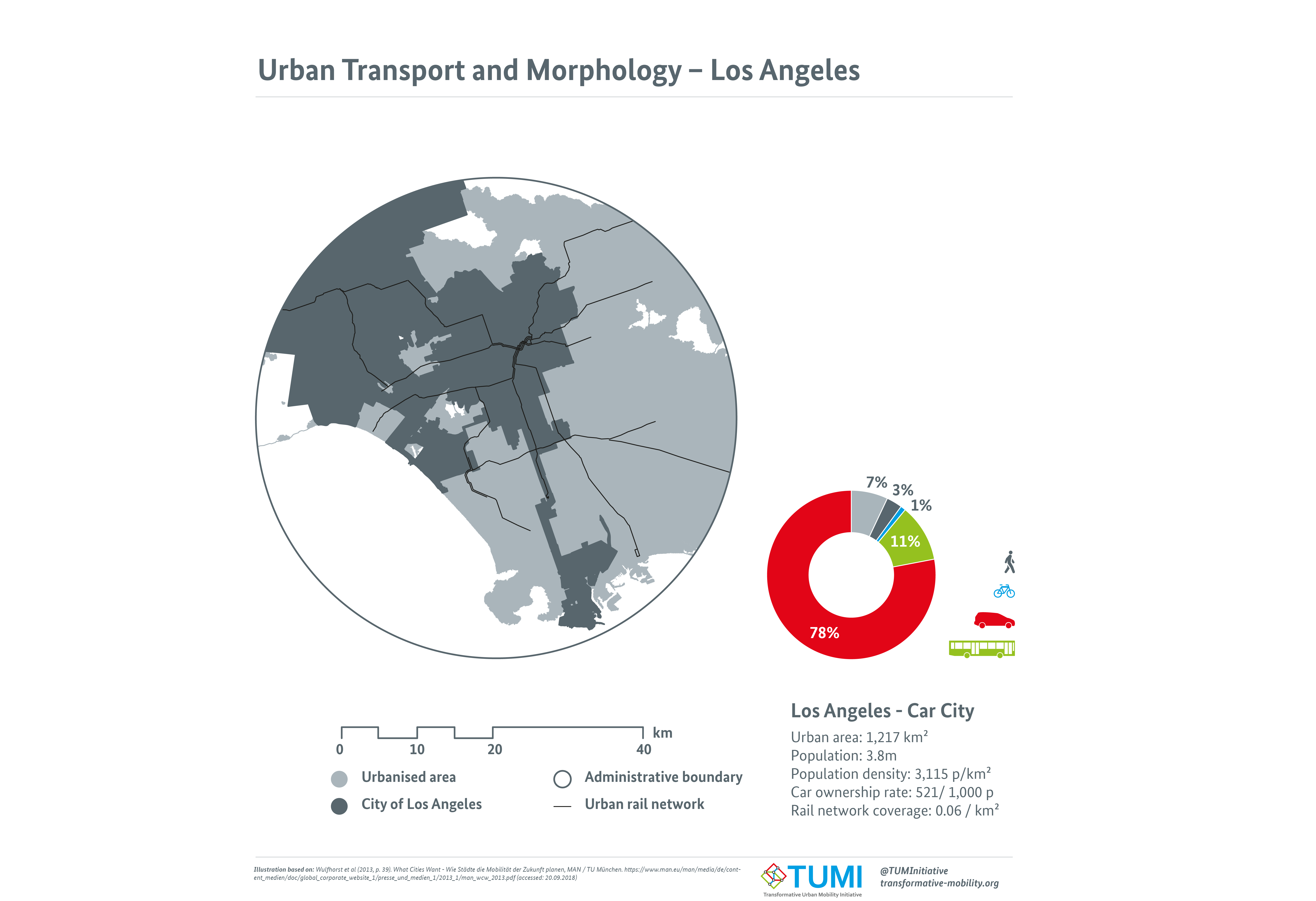
都市交通と形態学 - ロサンゼルス

都市のスプロール化に伴う自動車依存の問題をスマートグロースにより軽減できるかは、数十年にわたって激しい論争の的となっている。1989年にピーター・ニューマンとジェフ・ケンワーシーの研究では、北米、オーストラリア、ヨーロッパ、アジアの32都市を比較した。この研究は方法論について批判も受けた が 、特にアジアの人口密度の高い都市では、スプロール化が進む北米の都市よりも自動車の利用率が低い発見は広く受け入れられている。ただし、この関係は、条件がより類似している国内よりも、大陸をまたぐ極端な都市でより明確に表れている。
多くの国々（主に先進国）の都市研究では、土地利用の多様性が高く公共交通機関が充実した人口密度の高い都市部では、人口密度の低い郊外や準郊外の住宅地よりも自動車利用率が低い傾向があることが示されている。これは、世帯構成や所得の違いといった社会経済的要因を考慮しても、概ね当てはまる。
しかし、これは必ずしも郊外のスプロール化が車の使用率の増加につながることを意味しない。多くの研究の対象となっている交絡因子の1つは、居住地の自己選択である。車を好む人は低密度の郊外に移動する傾向があるのに対し、歩く、自転車に乗る、公共交通機関を利用することを好む人は、公共交通機関が充実している高密度の都市部に向かう傾向がある。いくつかの研究では、自己選択をコントロールすると、建築環境は旅行行動に影響を与えないことがわかっている 。最近の研究では、これらの調査結果が否定されている。旅行行動に影響するのは密度、土地利用、公共交通機関のアクセス性よりも、社会的および経済的要因、特に世帯収入である
。

## 激化のパラドックス
メリアら（2011）は、都市の集約化(en:urban intensification)、スマートグロース、そしてそれらが自動車利用に与える影響に関するエビデンスを検討した結果、スマートグロース支持派と反対派の両方の主張を支持する根拠を見出した。都市部の人口密度を高める政策は自動車利用を減少させる傾向があるが、効果は弱い。特定地域の人口密度が倍増しても、自動車利用の頻度や距離が半減するわけではない。
これらの発見から、彼らは強化のパラドックスを提唱するに至った。
- 他の条件が同じであれば、人口密度を高める都市の集中化により、一人当たりの自動車使用は減り、地球環境に利益をもたらすが、自動車交通の集中も増加し、それが発生する場所の地域環境を悪化させる。

都市全体では、様々な積極的な対策を講じることで、人口密度の上昇に伴う交通量の増加や渋滞に対抗できる可能性がある 。ドイツのフライブルク・イム・ブライスガウは、人口密度が大幅に増加したにもかかわらず、自動車依存を減らし、交通量の増加を抑制することに成功した都市である。
本研究では、高密度建築の地域的影響に関するエビデンスも検証した。近隣地域や個々の開発レベルでは、公共交通機関の改善といった積極的な対策だけでは、人口密度の上昇による交通への影響を打ち消すのに不十分である。
これにより、政策立案者には4つの選択肢が残される。
- 地元の影響を強化し、受け入れる
- 拡大し、より広範な結果を受け入れる
- 両方の要素をある程度取り入れた妥協
- あるいは、駐車規制、道路の通行止め、車両通行禁止区域などのより直接的な措置を伴って強化される。